# Buen viaje (álbum)
Buen viaje es el decimosegundo álbum del cantante argentino Alejandro Lerner, lanzado en 2003, fue un disco de gran repercusión y además incluye un dueto con León Gieco en Mira hacia tu alrededor que contó con un videoclip filmado en el Subte de Buenos Aires, grabado en las estaciones Ministro Carranza y Juramento y Animales de costumbres, la canción de la telecomedia Costumbres argentinas.

## Canciones
| N.º | Título                                     | Escritor(es)                           | Duración |  |
| 1.  | «Lejos de vos»                             | Alejandro Lerner · Ignacio Elisavetsky | 4:38     |  |
| 2.  | «Después de ti»                            | Alejandro Lerner · Ignacio Elisavetsky | 4:14     |  |
| 3.  | «Mira hacia tu alrededor» (con León Gieco) | Alejandro Lerner · Eduardo Osorio      | 3:54     |  |
| 4.  | «Dentro de mí»                             | Alejandro Lerner · Eduardo Osorio      | 3:47     |  |
| 5.  | «Buen viaje»                               | Alejandro Lerner · Klauss Derendorf    | 4:23     |  |
| 6.  | «Cuando una mujer»                         | Alejandro Lerner · Paulyna Carraz      | 3:51     |  |
| 7.  | «Animales de costumbres»                   | Alejandro Lerner                       | 3:49     |  |
| 8.  | «Siente»                                   | Alejandro Lerner · Coti Sorokin        | 3:46     |  |
| 9.  | «El desierto»                              | Alejandro Lerner · Ignacio Elisavetsky | 4:30     |  |
| 10. | «Sin tu amor»                              | Alejandro Lerner                       | 3:44     |  |
| 11. | «Mi fe»                                    | Alejandro Lerner                       | 4:37     |  |
| 12. | «Cambiar el mundo»                         | Alejandro Lerner                       | 5:09     |  |